# Рандолф Скот
Рандолф Скот (на английски: Randolph Scott) е американски актьор. 

## Биография
Роден е на 23 януари 1898 г. в Ориндж каунти, Вирджиния.

### Кариера
През 35-годишната си филмовата кариера Скот се появява в различни жанрови филми, включително социални и криминални драми, комедии, мюзикъли, приключенски, военни филми, както и в няколко филма на ужасите и фантастика. Най-запомнящите се образи играе в уестърни, които преобладават в репертоара му. Последният път, когато актьорът се появи на екраните на киното е през 1962 г., след което се пенсионира и прекарва следващите години в своя крайградски дом в Калифорния.

### Личен живот
Скот е бил женен два пъти, ставайки баща на две деца от втората си жена. Има слухове и за хомосексуалните предпочитания на актьора, по-специално за романтичната му връзка с Кари Грант през 1940-те години на миналия век. 
Рандолф Скот умира на 89-годишна възраст в Бевърли Хилс от сърдечно заболяване. 

## Избрана филмография
| Година | Филм                | Оригинално заглавие   | Роля           | Режисьор     |
| ------ | ------------------- | --------------------- | -------------- | ------------ |
| 1936   | Последвай яхтата    | Follow the Fleet      | Билдж Смит     | Марк Сандрич |
| 1939   | Джеси Джеймс        | Jesse James           | Уил Райт       | Хенри Кинг   |
| 1951   | Санта Фе            | Santa Fe              | Брит Кенфийлд  | Ървинг Пичел |
| 1955   | Ярост на разсъмване | Rage at Dawn          | Джеймс Барлоу  | Тим Уелън    |
| 1957   | Напрежение          | The Tall T            | Пат Бренън     | Бъд Бетикър  |
| 1958   | Бюканън язди сам    | Buchanan Rides Alone  | Том Бюканън    | Бъд Бетикър  |
| 1959   | Самотният ездач     | Ride Lonesome         | Бен Бригейд    | Бъд Бетикър  |
| 1960   | Спирка „Команчи“    | Comanche Station      | Джеферсън Коди | Бъд Бетикър  |
| 1962   | Езда в планините    | Ride the High Country | Гил Уестръм    | Сам Пекинпа  |